# ノア・シュルツ
ノア・クリス・シュルツ（Noah Chris Schultz, 2003年8月5日 - ）は、アメリカ合衆国イリノイ州ネイパービル出身のプロ野球選手（投手）。左投左打。MLBのシカゴ・ホワイトソックス傘下所属。

## 経歴
2022年のMLBドラフト1巡目（全体26位）でシカゴ・ホワイトソックスから指名され、予定していたヴァンダービルト大学への進学を取りやめプロ入り。契約金は280万ドル。
2023年は開幕前に左前腕の肉離れを起こし出遅れた。その後6月に復帰し、傘下のA級カナポリス・キャノンボーラーズでプロデビューした。